# The Way I Are (Dance with Somebody)
«The Way I Are (Dance with Somebody)» es una canción grabada por la cantante estadounidense Bebe Rexha en colaboración con el rapero Lil Wayne. Esta canción pertenece al tercer extended play de la cantante All Your Fault: Pt. 2. La canción fue publicada el 19 de mayo de 2017 bajo el sello discográfico Warner Bros Records. El tema fue filtrado en Internet una semana antes de su lanzamiento pero rápidamente la filtración fue eliminada. La canción fue lanzada a las estaciones de radio del género pop el 6 de junio de 2017.

## Composición
The Way I Are es una canción de género pop la cual hace un guiño al exitoso sencillo de Whitney Houston "Dance With Somebody (Who Loves Me)" y al éxito de Timbaland "The Way I Are". Rexha confirma lo anterior cuando hace referencia a Houston cuando dice "siento no ser la más bella / nunca nunca cantaré como Whitney / yo solo quiero bailar con alguien" . La canción fue escrita por George Merrill, Shannon Rubicam y Bleta Rexha entre otros. El tema está producido por Joel Little. Líricamente, la canción dice que no nos preocupemos por nuestros complejos o los comentarios negativos que la gente diga sobre nosotros. ¡Bailemos!, vivamos la vida.
Rexha se inspiró en la composición del tema cuando el sello discográfico en el que ella estaba no creía en ella que ella. Se rebeló contra ellos diciendo que no será la mejor cantante ni escribirá las mejores canciones, que ella solo buscaba que alguien en esa discográfica que la quisiera por como es.

## Vídeo musical
EL vídeo musical de The Way I Are fue estrenado el 1 de junio de 2017 y dirigido por Director X. El vestuario del videoclip es inspirado por películas vintage como Grease. Además, en él se puede apreciar la aparición del videojuego todavía por estrenar Just Dance 2018 donde Dance With Somebody será incluida.
En el videoclip se puede ver a Rexha en el centro de la ciudad con unos cascos blancos sobre su cabeza y luciendo una camiseta blanca sobre la cual lleva puesta una chaqueta roja y unos tejanos azules. Al quitarse los cascos, ella camina por la ciudad hasta llegar a un teatro acompañada de unas bailarinas de vientre donde realizan un breve baile. Para juntarse con Lil Wayne, ella queda con él en un callejón mientras cantan y bailan al ritmo de la canción. Al final, ella junto a sus bailarines baila al ritmo de la canción mientras realizan los movimientos del videojuego ya nombrado anteriormente.

## Recepción y Crítica
El 19 de mayo de 2017, Mike Wass del sitio en línea estadounidense Idolator dice lo siguiente sobre The Way I Are: "Si estás buscando una canción divertida a la que explotar durante el verano, esta es la indicada. También la llamó "un alivio instantáneamente humilde y dulce de la interminable secuencia de canciones pop en la radio".
El 20 de mayo de 2017, Pursuit of Pop comenta: Rexha suena increíble! Sí, la canción no es la cosa más original lanzada este año, pero es divertida y Rexha suena como si realmente fuera ella misma y no tratando de encajar en el tipo de artista que ella piensa que la gente quiere. Sin embargo, el gran problema en esta canción es Wayne. ¿Por qué sigue siendo una cosa? Su voz ahora sólo se basa en el auto-tune.
El 24 de mayo de 2017 Spin simplemente dijo: "Esta canción de Bebe Rexha y Lil Wayne debería ser ilegal", dando a entender que les parece un pésimo tema.

## Presentaciones en vivo
El 18 de mayo de 2017, un día antes del lanzamiento oficial del tema la cantante cantó un trozo de la canción en el último concierto del All Your Fault Tour en Londres.
El 9 de junio de 2017, Rexha presentó junto a Wayne la canción en el programa de televisión estadounidense Jimmy Kimmel Live.
El 12 de junio de 2017, la cantante se presentó en el Ubisoft Showcase E3 2017 para respaldar y dar publicidad a Just Dance 2018. Allí cantó una versión de 1 minuto de duración.
El 30 de junio de 2017, la cantante la presentó una versión en solitario en el programa Good Morning America como parte de su Summer Concert Series.

## Posicionamiento en listas
| Lista (2017)                                | Mejor posición |
| ------------------------------------------- | -------------- |
| Australia (ARIA)                            | 72             |
| Bélgica (Valonia) (Ultratip Bubbling Under) | 10             |
| República Checa (Singles Digitál Top 100)   | 99             |
| Nueva Zelanda (RMNZ)                        | 7              |
| Eslovaquia (Singles Digitál Top 100)        | 79             |
| Estados Unidos (Mainstream Top 40)          | 34             |

## Bebe Rexha
| Bebe Rexha     | Bebe Rexha |
| -------------- | --- |
| Extended plays | - I Don't Wanna Grow Up - All Your Fault: Pt. 1 - All Your Fault: Pt. 2 |
| Singles        | - "I Can't Stop Drinking About You" - "I'm Gonna Show You Crazy" - "Gone" - "Me, Myself & I" - "No Broken Hearts" - "In the Name of Love" - "I Got You" - "The Way I Are (Dance with Somebody)" |
| Colaboraciones | - "Take Me Home" - "Hey Mama" - "All the Way" - "That's How You Know" - "Battle Cry" - "Back To You"                                                                                            |